# Cacodacnus planicollis
Cacodacnus planicollis là một loài bọ cánh cứng trong họ Cerambycidae.